# 형제산구역
형제산구역(兄弟山區域)은 조선민주주의인민공화국 평양직할시의 19개 구역의 하나이다. 봉수산과 북한의 극영화 전문 촬영소인 조선예술영화촬영소가 위치한다. 인구는 2008년 기준으로 160,032명이다.

## 지리
평양시의 서북쪽에 위치한다. 북쪽으로 순안구역, 동쪽으로 룡성구역, 서성구역, 남쪽으로 만경대구역, 서쪽으로 평안남도 대동군과 접한다.

## 역사
- 해방 전에는 대동군의 남형제산면, 부산면, 재경리면 등에 속했다.
- 1967년 10월- 서성구역, 만경대구역, 룡성구역의 일부 및 순안군의 일부가 합병해 형제산구역이 설치되었다.

## 행정 구역
15동 3리로 구성된다.
- 학산동 (鶴山洞)
- 신미동 (新美洞)
- 신간 1동 (新間 1洞)
- 신간 2동 (新間 2洞)
- 신간 3동 (新間 3洞)
- 서포 1동 (西浦 1洞)
- 서포 2동 (西浦 2洞)
- 서포 3동 (西浦 3洞)
- 상당동 (上堂洞)
- 하당 1동 (下堂 1洞)
- 하당 2동 (下堂 2洞)
- 중당동 (中堂洞)
- 석전동 (石田洞)
- 서산동 (西山洞)
- 서룡동 (西龍洞)
- 천남리 (川南里)
- 제산리 (弟山里)
- 형산리 (兄山里)